# Материалы для истории русского флота
Материалы для истории русского флота (сокращённо МИРФ) — многотомное издание документов, журналов, официальной и частной переписки, относящихся к деятельности русского флота с 1702 по 1801 годы. Всего с 1867 по 1904 год было издано 17 томов «Материалов». Общий объём издания составил 12 000 листов in quarto.

## История издания
Инициатива создания этого собрания принадлежала Генерал-адмиралу великому князю Константину Николаевичу. Издание «Материалов» требовало большой предварительной работы в архивах Морского министерства, военных портов Российской империи (Санкт-Петербургского, Кронштадтского, Николаевского), московских, воронежских, херсонских, казанских, новгородских и других архивах.
Первые четыре тома «Материалов» были подготовлены капитаном 1 ранга С. И. Елагиным. Помощь в сортировке документов Елагину оказывал полковник Н. А. Коргуев. Издание томов с V по XV осуществлялось Ф. Ф. Веселаго. Последние 2 тома «Материалов» были изданы после Веселаго С. Ф. Огородниковым.

## Содержание томов[1]
Выходные данные томов указаны согласно титульным листам. Содержание томов на титульных листах не указано.
- Елагин С. И. Материалы для истории русского флота. — СПб.: Типография Морского Министерства, 1865. — Т. I / Балтийский флот 1702—1725. — 704 с.
- Елагин С. И. Материалы для истории русского флота. — СПб.: Типография Морского Министерства, 1865. — Т. II / Балтийский флот 1702—1725. — 724 с.
- Елагин С. И. Материалы для истории русского флота. — СПб.: Типография Морского Министерства, 1866. — Т. III / Балтийский флот 1702—1725. — 726 с.
- Елагин С. И. Материалы для истории русского флота. — СПб.: Типография Морского Министерства, 1867. — Т. IV / Балтийский флот 1702—1725. — 740 с.
- Веселаго Ф. Ф. Материалы для истории русского флота. — СПб.: Типография Морского Министерства, 1875. — Т. V / Документы, относящиеся к царствованиям Императрицы Екатерины I и Императора Петра II с 1725—1730 г. — 884 с.
- Веселаго Ф. Ф. Материалы для истории русского флота. — СПб.: Типография Морского Министерства, 1877. — Т. VI / Постройка судов в Воронеже и на Дону и действия Донской флотилии 1723—1741 гг.; Возобновление флотилии на Дону и действия ее 1768—1783 гг.; Судостроение в Брянске и действия Днепровской флотилии 1724—1741 гг.; Заведение адмиралтейства на Днепре и начало Черноморского флота 1775—1783 гг.; Дунайская флотилия 1770—1775 гг. — 771 с.
- Веселаго Ф. Ф. Материалы для истории русского флота. — СПб.: Типография Морского Министерства, 1879. — Т. VII / Документы, относящиеся к царствованиям императора Петра II и императрицы Анны Иоанновны с 1730—1735 г. — 801 с.
- Веселаго Ф. Ф. Материалы для истории русского флота. — СПб.: Типография Морского Министерства, 1880. — Т. VIII / Документы, относящиеся к царствованию императрицы Анны Иоанновны с 1735—1740 г. — 764 с.
- Веселаго Ф. Ф. Материалы для истории русского флота. — СПб.: Типография Морского Министерства, 1882. — Т. IX / Документы, относящиеся к царствованию императора Иоанна Антоновича с 1740—1741 г.; Документы царствования императрицы Елизаветы Петровны с 1741—1761 г. — 697 с.
- Веселаго Ф. Ф. Материалы для истории русского флота. — СПб.: Типография Морского Министерства, 1883. — Т. X / Документы царствования императрицы Елисаветы Петровны с 1741—1761 г. — 752 с.
- Веселаго Ф. Ф. Материалы для истории русского флота. — СПб.: Типография Морского Министерства, 1886. — Т. XI / Документы, относящиеся к царствованию императрицы Екатерины II. 1762—1796 гг. — 828 с.
- Веселаго Ф. Ф. Материалы для истории русского флота. — СПб.: Типография Морского Министерства, 1888. — Т. XII / Документы, относящиеся к царствованию императрицы Екатерины II. 1762—1796 гг. — 779 с.
- Веселаго Ф. Ф. Материалы для истории русского флота. — СПб.: Типография Морского Министерства, 1890. — Т. XIII / Документы, относящиеся к царствованию императрицы Екатерины II. 1762—1796 гг. — 740 с.
- Веселаго Ф. Ф. Материалы для истории русского флота. — СПб.: Типография Морского Министерства, 1893. — Т. XIV / Документы, относящиеся к царствованию императрицы Екатерины II. 1762—1796 гг. — 636 с.
- Веселаго Ф. Ф. Материалы для истории русского флота. — СПб.: Типография Морского Министерства, 1895. — Т. XV / Документы Черноморского флота с 1783—1796 г. — 598 с.
- Огородников С. Ф. Материалы для истории русского флота. — СПб.: Типография Морского Министерства, 1902. — Т. XVI / Документы, относящиеся к царствованию императора Павла I с 1796—1801 г. — 669 с.
- Огородников С. Ф. Материалы для истории русского флота. — СПб.: Типография Морского Министерства, 1904. — Т. XVII / Документы, относящиеся к царствованию императора Александра I с 1801—1804 г. — 667 с.